# Сведенборг, Эммануил
Эммануил Сведенборг (Emanuel Swedenborg, при рождении Эммануил Сведберг, Emanuel Swedberg; 29 января 1688, Стокгольм — 29 марта 1772, Лондон) — шведский учёный-естествоиспытатель, христианский мистик, теософ, изобретатель. Занимался космологией, механикой, математикой, анатомией, физиологией, политикой, экономикой, металлургией, геологией, горным делом и химией. Автор трудов по обработке металлов. Считается родоначальником таких дисциплин, как минералогия и физиология мозга.
Духовидец, имевший последователей. Автор многих сочинений, основное — теософский труд «Небесные тайны» («Arcana Coelestia»; 1749—1756), аллегорический комментарий к двум первым книгам «Пятикнижия». Теософия Сведенборга (сведенборгианизм; сведенборгианство) отвергает понятие Божества как отвлечённого начала: Бог вечно имеет свою определённую и существенную форму, которая есть форма человеческого тела. Истинно существующим является Богочеловек, Иисус Христос и Его царство; материи, как самостоятельного бытия, совсем не существует, а независимость материальных явлений от их духовных причин и целей — это лишь обманчивая видимость субъективного происхождения. Сведенборг различал три области бытия: небеса (мир людей-ангелов), ад (людей-эгоистов) и промежуточный мир духов (умерших людей на распутье между добром и злом).

## Биография
Отец Эммануила, Еспер Сведберг, происходил из семьи богатого бергсмана. Он много путешествовал, изучал теологию, а по возвращении домой, в Стокгольм, настолько поразил шведского короля Карла XI своими суждениями относительно религии и морали, что позднее получил степень профессора богословия в Уппсальском университете и должность настоятеля собора, а затем и сан епископа в Скаре.
Эммануил Сведберг окончил философский факультет Уппсальского университета. Изучал физику, астрономию и главные из естественных наук.

### Научный период
В 1715 году Сведенборг возвращается в Швецию, где посвящает последующие двадцать лет своей жизни естественным наукам, а также инженерным проектам. Первым шагом была его встреча с королём Карлом XII, в городе Лунд в 1716 году, при которой также присутствовал шведский изобретатель Кристофер Польхем.
Сведенборг сочетал в себе таланты превосходного учёного (причём многопрофильного, в его арсенале — минералогия, геодезия, металлургия, анатомия, экономика, космология и ещё с десяток дисциплин) и философствующего теолога. Возможно, что именно удивительная широта интересов, тонкое чувство взаимосвязи различных вещей и явлений, помогли ему совершить прорыв к «тайному знанию». Поворот произошёл, когда Сведенборгу было 56 лет; в один из апрельских вечеров он, по собственным заверениям, пережил встречу с Господом, который благословил его будущие деяния.
Сведенборга называют  создателем первого в мире учебника по металлургии («De Ferro», 1734).

### Теологический период
1744 по 1772 годы — период духовного перелома и служения.

#### «Журнал снов»
В 1744 году Сведенборг совершает путешествие в Нидерланды, во время которого начинает видеть странные сны. В большинстве своих путешествий Сведенборг брал с собой путевой журнал, который вёл в ходе путешествий. Местонахождение этого журнала долгое время было неизвестно, однако в 1850 году он был обнаружен в Королевской Библиотеке и был опубликован под названием «Drömboken» («Журнал снов») в 1859 году.
6 апреля 1744 года он был, по его словам, удостоен посещения Господом Иисусом Христом. Он писал:
В эту же ночь открылся и мой внутренний взор, так что я получил возможность видеть обитателей мира духов, небеса и ад, и, благодаря этому, множество скрытых аспектов бытия. После этого я совершенно оставил мои занятия в земных науках и посвятил себя исключительно духовным постижениям, и Господь Сам руководил моими записями об этом.
После этого занимался написанием теологических сочинений, в основном комментариев к Библии (от 30 до 40 томов).

#### Видения и духовные опыты
Сведенборг утверждал, что был в психическом контакте с жителями других планет. Джон Гордон Мелтон отмечает, что планетарный тур Сведенборга скорее всего остановился на Сатурне, самой дальней планете, известной в ту эпоху.

#### Комментарии к Библии и другие труды
Библию Сведенборг трактует с позиций аллегорического или «духовного смысла» (лат. Sensus Spiritualis). Например, Красное море, через которое Моисей перевёл свой народ, Сведенборг называет аллегорией ада («Apocalypsis Revelata», «Апокалипсис открытый», AR 399), а Египет — природного начала (AR 503)

## Научные убеждения
В своём труде «О небесах, о мире духов и об аде», Сведенборг выдвинул версию посмертного существования, которая ему дана, как он заверял, что называется, «из первых рук». В книге говорится о том, что внешний облик ангела не отличается от человеческого. Более того, всё, что есть на небесах, соответствует тому, что есть у людей. При этом человек сохраняет все свои привычки, склонности и любимые занятия, на основании которых отправляется в ту или иную область потусторонней реальности. И ад создают сами люди собственными дурными мыслями, делами и манерами.
Космогоническая гипотеза Сведенборга о происхождении мира (1732) была замечательна как наиболее разработанная из построенных не на законе всемирного тяготения. Сведенборг исходил из вихревой теории Декарта и в своих «Principia rerum naturalium» (отдел «de Chao Universali solis et planetarum») так излагал происхождение мира: вследствие давления мировой материи местами появляются довольно плотные агломераты (зародыши звезд), а в них — вследствие присущей частицам материи наклонности двигаться по спиралям — образуются вихри. Эти вихри захватывают частицы материи иного порядка, и из них формируется нечто вроде шаровой тёмной корки, вращающейся около уже сияющего центра — солнца. Вследствие центробежной силы эта корка становится тоньше, наконец лопается, из её осколков образуется кольцо около солнца, оно в свою очередь разрывается на части, которые и дают начало планетам.

## Духовидение и теология
Свои видения он называет MEMORABILE («памятными событиями»). После смерти у людей пробуждается сознание в третий день уже в духовном теле (corpore spirituali).
Сведенборг утверждал, что способен общаться с духами умерших людей, причём в пользу его слов имеются разнообразные свидетельства. Во всяком случае, он подчас знал такие факты, которые никому, кроме самых близких родственников усопшего, известны не были. Сведенборг прославился случаем, происшедшим 19 июля 1759 года, когда во время званого обеда в Гётеборге с ужасом поведал окружающим о страшном пожаре, который начался в Стокгольме и вплотную приблизился к его дому. Как вскоре было установлено, бедствие, и впрямь охватившее шведскую столицу, развивалось согласно описанию Сведенборга.
Сведенборг различает духовное (Spirituale) и природное (Naturale) начало. Помимо нашего природного мира существует «духовный мир» (Mundus Spirituum), который расположен между Небом (Caelum) и Адом (Infernum — AR 552). Иногда Сведенборг следует иной классификации, согласно которой «духовное царство» (Regnum Spirituale) совместно с «небесным царством» (Regnum Caeleste) составляет «универсум неба» (Universum Caelum). В целом, грань между духовным и небесным весьма тонка.

### Духовный мир
В духовный мир человек попадает на третий день после смерти, превращаясь в духовного человека (spiritualis homo). В духовном мире у человека духовное тело. В том мире он вступает в различные сообщества (Collegia), живёт в тростниковых хижинах (casis, domunculas) и работает за еду. Здесь существует и голод и усталость. Помимо духовных людей в духовном мире обитают ангелы, которые выполняют роль стражей. Во время одного из мистических путешествий Сведенборг видел в духовном мире море, парусные корабли и плывущих черепах. Часто люди в духовном мире принимают вид животных в соответствии со своим характером. Добрые становятся голубями (columbae) и овцами; заблудшие — совами и летучими мышами; злодеи — крокодилами и василисками; суровые верующие — козлами и драконами; а некоторые богословы — огненными змеями (AR 601). Сведенборг отвергал параллель между духовным миром и Чистилищем. Оба находятся между адом и небом, однако из духовного мира нельзя искупить людей посредством католических богослужений, равно как нет в духовном мире и мучений (AR 784).
Сведенборг описал, что в 1757 году в духовном мире произошёл Последний Суд (Ultimum Judicium), для очищения от демонов (AR 865).

### Ад
Ад он делит на два царства: дьявольское (Regnum Diabolicum) и сатанинское (Regnum Satanicum). В целом ад представляется Сведенборгу совокупностью пещер, которые одновременно являются мастерскими (Ergastulis). В аду духи сохранят способность заводить семьи. Поселяясь в аду, люди превращаются в сатанов и дьяволов (diaboli), которые «в небесном свете» (in luce Caeli) выглядят обугленными трупами и чудовищами (monstra). Примечательными обитателями ада являются пигмеи (pygmei), которые обозначены в Библии под именем саранчи (AR 424), а также сатиры (satyri), приапы (AR 655) и плутоны (AR 752). Помимо прочего в аду среди дьяволов Сведенборг увидел Макиавелли и иезуитов (AR 578).

### Небо
На небе располагается Божественная Сфера (Sphaera Divina).
Также существует градация небес (не меньше трех). Ангелы третьего неба выглядят младенцами. Также третье Небо называется небом Божественной Любви (Divino Amore), а второе — небом Божественной Мудрости (Divina Sapientia). Третье небо красного цвета, второе — лазурного (caeruleo), а последнее (ultimo Caelo) — белого (candido) цвета (AR 566). Встречается и иная классификация. Сведенборг говорит о южном (meridie Caeli) и восточном небе (oriente Caeli), которые воплощают, соответственно, мудрость и любовь Бога (AR 875). Впрочем, красный (purpurea) цвет одежд восточного ангела и гиацинтовый — южного позволяют отождествить их с ангелами третьего и второго неба. Особенностью учения Сведенборга является отрицание вечности небес. Помимо прочего он упоминает о древних и новых небесах (AR 876).
Нередко ангелы перемещаются на колесницах (Currus), запряженных белыми конями. Встречается различение ангелов на небесных (caelestes или высшего неба), духовных (spirituales или среднего неба) и природных (spirituales naturales — последнего неба). При этом высшему небу соответствует эфирная атмосфера (atmosphaera aetherea), среднему — воздушная (atmosphaera aerea), а последнему — водная (AR 878).
Во время одного из видений Сведенборг увидел четырёхугольный Храм Мудрости (Templum Sapientiae), в котором осознал третье начало божества — польза (usus).

### Антропология
Сведенборг отстаивал идею свободы воли, утверждая, что люди — не статуи. Поэтому именно люди ответственны за то, кем они станут после смерти: небесными ангелами (Angelus Caeli) или ангелами ада (Angelus Inferni). Главной причиной дурного расположения человека Сведенборг называет «адскую любовь» (amor infernalis), которой противостоит «духовная любовь» (amor spiritualis). Любовь есть сущность жизни, от неё производны аффекты (affectiones), восприятия (perceptiones) и мысли (cogitationes). Адская любовь есть любовь к себе (AR 691), тогда как духовная любовь — есть любовь к другому. Милосердие (charitate) есть реализация духовной любви.
Помимо мотивирующей к поступкам любви человек наделён фантазией (visionarium, phantasias), формой которой является вера (fide), если она не подкреплена делами (AR 451). Продуктами этой способности являются призраки (larva) и воображаемые сущности (ens imaginativum rationis). Другой разновидностью фантазии является понимание (Intellectum). Иногда фантазия способна создавать ложные небеса (sicut Caelos), закрывая разум от божественного света (AR 865).

### Бог
Сведенборг критикует идею Троицы и встает на позиции унитаризма (AR 294). В соответствии с Первой из 10 заповедей он утверждает поклонение Единому Богу (Deus Unus), который есть Благо (Bonum) и Истина (Verum). В нём Бытие (Esse) и Сущность (Essentia) совпадают. Не забывает Сведенборг и об имени Бога Иегова (Jehovah), также встречаются имена Создатель (Creator), Спаситель (Salvator) и Преобразователь (Reformator).

### Цвет
Интересно учение Сведенборга о цвете. Главными цветами в духовном мире он называет белый (albus) и красный (ruber). Это цвета ангелов, которые, соответственно, пребывают в истине и любви. Цветом духовного мира является голубой (cyan), а природного — изумрудный (smaragd). Чёрный цвет (nigri) — первый цвет ада. Другим адским цветом является рыжий (rufum) или «адский красный» (rubrum infernale).

### Брак
Один из аспектов исследований Сведенборга, который часто дискутируется, — его представления о браке. Сам Сведенборг всю свою жизнь оставался холостяком, однако это не послужило препятствием для него к обширному освещению предмета в своих трудах. Его работа Marriage Love (Любовь в браке, или Супружеская любовь) (1768 г.) была посвящена этому предмету.
Отношения между супругами возобновляются в духовном мире в том качестве, в котором они находились в момент их смерти в материальном мире. Следовательно, супруги, испытывающие истинную «супружескую» любовь, остаются вместе на небесах в том же состоянии навечно. Однако, если в супружеской паре такая истинная «супружеская» любовь отсутствует у одного из партнёров, такая пара будет разделена, и каждый из супругов, по своему желанию, получит более «совместимого» партнёра. Партнёра получит и тот, кто был влюблён в «идеал» брака, но так и не смог найти настоящего партнёра в этом мире. Исключение в обоих случаях (супружеские пары или холостяки) — те, кто отвергают и нарушают целомудрие брака, вследствие чего они не могут получить партнёра в духовном мире.

### Церковь
В своем взгляде на христианство Сведенборг дистанцировался как от католиков (Romano-Catholicos), так и протестантов (Reformatos). К двум сущностям (binis Essentialibus) истинной церкви он относил учение о единстве и человечности Бога, а также необходимость покаяния и добрых дел.
Католическую Церковь он называл Вавилоном (AR 632) и Блудницей. Критиковал он и культ мёртвых (AR 718).
В протестантизме его не устраивало учение о спасении верой (Sola fide), что вело к отсутствию практики покаяния в среде протестантов. Sola fide, пишет Сведенборг, наводит на сердца протестантов тупость, извращения и жестокость (AR 461). Также он решительно отвергал концепцию первородного греха (AR 766)
В «Апокалипсисе Открытом» Сведенборг упоминает о существовании Церкви не только до воплощения Христа, но и до появления Израиля (AR 11). Это Древнейшая (Antiquissima Ecclesia) и Древняя (Ecclesia Antiqua) Церкви, которые существовали в Великой Тартарии (Magna Tartaria). Они почитали Старое Слово (Verbo Vetusto). Также он предполагал, что учение Древней Церкви было известно и древним египтянам (AR 503).
Каждая Церковь рано или поздно отходит от истины, поэтому насущно появление Новой Церкви (Nova Ecclesia), которая преодолела бы крайности протестантизма и католицизма. По мысли Сведенборга, она бы так была связана с рекой Евфрат, как Израильская церковь с рекой Иордан (AR 700).

## Книги

### Учёный период
- Издание сентенций Сенеки и Публилия Сира, с примечаниями Эразма и греческим переводом Скалигера (на степень доктора философии; 1709),
- два сборника стихотворений латинскими стихами:
  - «Геликонские игры, или Разные стихотворения» («лат. Ludus Heliconius, sive carmina miscellanea»; 1714),
  - «Северные [бореальские] музы, или Рассказы, подобные овидиевым» («лат. Camoena borea, sive favellae Ovidianis similes»; Грайфсвальд; 1715),
- периодическое издание своих и чужих исследований и статей по естественным наукам — «лат. Daedalus hyperboreus» (швед. Daedalus Hyperboreus, eller några nya mathematiska och physicaliska försök; 6 томов, с 1716),
- ученые труды: по алгебре и о способах определять долготу мест через наблюдения над Луной; о десятичной системе мер и денежных знаков; о большей высоте морских приливов в древние времена; о движении и положении земли и планет (1717—1719),
- латинские труды: «О началах натуральной философии», «Наблюдения и открытия касательно железа и огня», «Новая метода для определения географических долгот на земле и море», «Искусство строить доки и новая метода для устройства плотин», «Искусство определять механическую силу кораблей», «Разные наблюдения над минералами, огнём и расположением гор», «О сталактитах Бауманова грота» (в Амстердаме и Лейпциге; 1721—1722),
- «лат. Opera philosophica et mineralia» — принесло широкую известность; был избран в почетные члены Петербургской академии наук,
- «лат. Prodromus philosophiae rationalis», где трактует о бесконечности — против Декарта, о цели в природе — против Бэкона, и о связи между телом и душой — против Лейбница, с его «предустановленной гармонией» (Дрезден; 1734),
- двухтомное сочинение об экономии животного царства (1741),
- трёхтомное сочинение о животном царстве «лат. Regnum animale» (Гаага и Лондон; 1744).

### Теологический период
- «Тайны Небесные» (лат. Arcana Cœlestia; Лондон, 1749—1756; 8 томов),
- «Clavis hieroglyphica» (изложение теории соответствий, Лондон, 1757),
- «Земли во Вселенной» («De telluribus» — описание планет и их жителей по наблюдениям Сведенборга, посещавшего их «в духе»; Лондон, 1758),
- «О небесах, о мире духов и об аде» (De Caelo et Ejus Mirabilibus et de inferno. Ex Auditis et Visis; самое содержательное и любопытное сочинение по мнению авторов ЭСБЕ; Л., 1758),
- «О Последнем суде и разрушенном Вавилоне» («De ultimo judicio et de Babylon destructa» — объяснение XVIII главы Апокалипсиса; Сведенборг утверждает, что в духовном мире страшный суд уже совершился в 1757 году, и он его описывает как допущенный Богом свидетель; Лондон, 1758),
- «Equus albus» (толкование XIX главы Апокалипсиса; Лондон, 1758),
- «Новый Иерусалим и его небесное учение» («De nova Jerusalem et doctrina ejus coelesti»; толкование XXI главы Апокалипсиса; Лондон, 1758),
- "Учение Нового Иерусалима о Господу (лат. Doctrina Novæ Hierosolymæ de Domino) (Амстердам, 1763),
- «Учение Нового Иерусалима относительно Священного писания» («Doctrina Novæ Hierosolymæ de Scriptura Sacra»; Амстердам, 1763),
- «Учение о жизни» («Doctrina vitae»; Амстердам, 1763),
- «Учение о вере» («Doctrina de fide»; Амстердам, 1763),
- «Последний суд» («De ultimo judicio»; Амстердам, 1763),
- «Мудрость ангельская о Божественной любви и Божественной мудрости» («Angelica Sapientia de divino amore et de divina Sapientia»; Амстердам, 1763),
- «Мудрость ангельская о Божественном провидении» («Angelica Sapientia de providentia divina»; Амстердам, 1764),
- «Апокалипсис Открытый» («Apocalypsis revelata»; Амстердам, 1766 — раскрытие внутреннего смысла Откровения — описание Второго Пришествия, процесса Страшного Суда над католическим и протестантским учением, описание Новой Церкви),
- «Супружеская любовь» («Deliciae Sapientia de amore conjugali et voluptates insaniae de amore Scortatolio»; Амстердам, 1768),
- «О сообщении души и тела» («De commercio animae et corporis»; Лондон, 1769; там же и тогда же издана автобиография Сведенборга, в форме письма к другу),
- «Expositio Doctrinæ Novæ Ecclesiæ, quæ per Novam Hierosolymam in Apocalypsi intelligitur» (Амстердам, 1769),
- «Истинная Христианская Религия» («Vera christiana religio»; 3 т., Амстердам, 1771) — заключительное сочинение.

### Посмертные издания
- «Апокалипсис Разъяснённый» (лат. Apocalypsis Explicata) (Расширенное объяснение книги Откровения, 6 томов),
- «Пророки и Псалмы» (краткое изложение внутреннего смысла Псалтири и всех пророческих книг Ветхого Завета),
- «Doctrina Novae Hierosolymae de charitate»,
- «9 вопросов о Троице, предлож. Гартлеем, и ответы Сведенборга»,
- «Венец, или приложение к соч. об истинной христ. религии»,
- «Memorabilia» — дневник («Diarum, Ubi Memorantur Experientiae Spirituales»; 1983—1997).

### Русские переводы
- Переводы А. Н. Аксакова с латыни, изданные в Лейпциге:
  - «О небесах, о мире духов и об аде. Как слышал и видел Э. Сведенборг» (1863),
  - «Евангелие по Сведенборгу» (1864),
  - «Рационализм Сведенборга. Критическое исследование его учения о Св. Писании» (1870),
  - «Книга бытия по Сведенборгу» (1870).

## Влияние
Идеи Сведенборга распространяет и развивает религиозное движение Новая церковь или церковь Нового Иерусалима, одно из ответвлений которой считает писания Сведенборга «Третьим заветом».
Интерес к личности и идеям Сведенборга выражали Уильям Блейк, Сэмюэл Колридж, Оноре де Бальзак, Шарль Бодлер, Адам Мицкевич, Ральф Уолдо Эмерсон, Владимир Соловьёв, Артур Конан Дойл, Николай Бердяев, Уильям Батлер Йейтс, Карл Густав Юнг, Август Стриндберг, Хорхе Луис Борхес, Чеслав Милош, Арнольд Шёнберг, Сергей Беринский, Владимир Даль, Владимир Вернадский, Стивен Кинг.
В «Пиковой даме» Пушкина эпиграф к пятой главе — из Сведенборга.
Философию Сведенборга критиковал Иммануил Кант в труде «Грёзы духовидца».
Свой взгляд на видения Сведенборга выразил в книге «Душа после смерти» иеромонах Серафим (Роуз).

## Наследие и память
В 2004 году архив рукописей Эммануила Сведенборга, состоящий из 20 000 страниц, был внесён ЮНЕСКО в реестр Память мира. Коллекция относится к периоду научной и технической деятельности, а также к периоду его жизни после религиозного кризиса в 40-е годы XVIII века. После смерти Эммануила Сведенборга эта коллекция была передана Шведской королевской академии наук, где до сих пор и хранится.
По заявлению ЮНЕСКО это одна из самых больших коллекций рукописей XVIII века и одна из редких коллекций новой эпохи, послужившая фундаментом для реформатской церкви. Также утверждается, что теософия Сведенборга нашла отголосок во всем мире и что для многих его рукописи стали реликвией.
Именем Сведенборга названа улица в Стокгольме — Swedenborgsgatan.
На учении Сведенборга основан роман Оноре де Бальзака «Серафита» (1835 г.) Роман входит в цикл произведений «Человеческая комедия»